# سرقة مثل الفنان
سرقة مثل فنان: 10 أشياء لا أحد قال لك عن الابداع، هو كتاب عن الخروج مع سرقة مثل فنان: 10 أشياء لم يخبرك أحد عن كونه إبداعا هو كتاب عن الخروج بأفكار إبداعية كتبها أوستن كليون ونشرت في عام 2012 من نشر العاملين. ومنذ ذلك الوقت أصبح الكتاب أكثر الكتب مبيعاً في صحيفة نيويورك تايمز. يقدم كليون نفسه ككاتب وفنان شاب يؤكد على أن الإبداع هو في كل مكان وهو للجميع. وكلماته الخاصة، «لست بحاجة إلى أن تكون عبقرياً، فأنت بحاجة إلى أن تكون نفسك فقط». ويشير كليون إلى أنه لا يوجد عمل فني أصلي تماماً، وأن محاولة أن يكون أصلياً تماماً لن تعب فناناً، وفي النهاية ستدخن إبداعه، ويقترح على الفنانين أن يحتضنوا حتمية النفوذ، وأن يحتفلوا بالعيش خارج فراغ، وأن يسترخوا، ويمتعون بالفنون التي تفوق ذلك، كما يستمر في تقديم نصائح حول كيفية الحفاظ على تركيزهم وتفائلهم وتتقببهم للإلهام القادم.

## الخلفية
عندما طلب من السيدة كليون مخاطبة طلاب الجامعات في كلية بروم المجتمعية في ولاية نيويورك في عام 2011 , صاغ خطابه حول قائمة بسيطة من عشرة أشياء كان يرغب في أن يخبرأحد الأشخاص عندما كان في بدايته في سنهم. كانت:"مثل فنان، لا تنتظر حتى تعرف من أنت، من أجل البدء في صنع الأشياء؛ يكتبون الكتاب كنت ترغب في قراءة; استخدام يديك؛ المشاريع الجانبية مهمة؛ قم بعمل جيد ووضعها حيث يستطيع الأشخاص رؤيته؛ الجغرافيا لم تعد سيدنا؛ لطيفة (العالم هي مدينة صغيرة.); تكون مملة (إنها الطريقة الوحيدة للحصول على العمل المنجز.); والإبداع هو الطرح.
بعد إعطاء الكلام، وقال انه نشر النص الشرائح من الحديث أن له شعبية بلوق.
الحديث ذهب الفيروسية، كليون حفر أعمق وسعت لخلق الكتاب على أي شخص يحاول جعل الأمور الفن، مهنة، الحياة في العصر الرقمي.

## الكتاب
يصف كليون عشرة مبادئ أساسية لتعزيز قدراتك الإبداعك. يدرجها على الغلاف الخلفي من الكتاب بحيث يسهل الرجوع إليها. والكتاب صغير مليء بالرسوم الإيضاحية والعديد من القصائد بأسلوب قصاصات صحيفته لكليون.
يجيب كليون بالكتابة قائلا:«السبب وراء نسخ الأبطال وأسلوبهم يكمن في أن تتمكن على نحو ما من إلقاء نظرة على أذهانهم». يذكر كلاون خلال كتابه أن «لا شيء أصلي... كل الأعمال الإبداعية تعتمد على ما جاء من قبل.» هذا الشعور هو أيضًا أساس لتدريس ELA الفعال: من تجاربنا السابقة كقراء وكتاب، يمكننا تصميم ظروف تعليمية أفضل لطلابنا.
ويخصص كل فصل لأحد المبادئ العشرة، والتي يمثلهافيما يلي:
1. سرقة مثل فنان ما: يحذر الكاتب من أنه لا يعني «الشتع» كما في السرقة البلاجيستلنية أو التزلق أوالتمزق- بل الدراسة والائتمان وإعادة المزج والمزج والتحول. يبني العمل الإبداعي على ما حدث من قبل، وبالتالي لا يوجد شيء أصلي تمامًا.
2. لا تنتظر حتى تعرف من أنت لتبدأ في صنع الأشياء : عليك أن تبدأ في القيام بالعمل الذي تريد القيام به، وعليك الانغماس والاستيعاب وحتى الثوب مثل الشخص الذي تطمح أن يكون. «ليست مضطرا أن تبدو مثل أبطالك، فأنت تريد أن ترى مثل أبطالك،» كان هذا ما تحثه كليون. تجاوز المحاكاة إلى المحاكاة.
3. اكتب الكتاب الذي تريد قراءته : من المهم أن تقوم بما تريد القيام به، ثم أدرجما تقوم به من أعمال الفنية.
4. استخدم يديك : من المهم الابتعاد عن الشاشة والانغماس في العمل الفعلي. «لقد سربنا أجهزه الكمبيوتر من الشعور بأننا نقوم بعمل أشياء بالفعل» كان هذا ما تنبه كليون«اشرك جسمك بالكامل، وليس دماغك فقط.»
5. المشاريع الجانبية مهمة : الهوايات مهمة لأنها تبقيك سعيدًا. وتقول كليون: «إن الهواية هي شيء يعطي ولكنه لا يأخذ».
6. قم بعمل جيد وضعه في مكان يمكن للناس رؤيته : مشاركة عملك وحتى أفكارك حول ما يعجبك تساعدك في الحصول على تغذيه راجعه جيدة والمزيد من الأفكار
7.لم تعد الجغرافيا هي سيد أعمالنا : «فالسفر يجعل العالم يبدو جديدًا، وعندما يبدو العالم جديدًا، فأن أدمغتنا تعمل بقدر أكثر من الجدية»، يوضح كليون. يمكن أن تعمل القيود أيضًا بشكل إيجابي - يمكن أن تجبرك فصول الشتاء أو الصيف السيئ على التواجد في الداخل والعمل في مشاريعك.
8.كن لطيفًا (العالم مدينة صغيرة. ) : توقف عن القتال وقم بتوجيه غضبك إلى السعي الإبداعي.أظهر التقدير للأشياء التي تراها حولك.
9.كن مملًا (إنها الطريقة الوحيدة لإنجاز العمل ) : لا يمكنك أن تكون مبدعًا طوال الوقت، لذا قم بتعيين روتينًا - على سبيل المثال، مع وظيفة يومية عادية تحدد جدولًا زمنيًا ثابتًا وتعرضك إلى أشخاص جدد ومهارات جديدة.
10.الإبداع هو الطرح «: في عصرالحمل الزائد للمعلومات والوفرة، التركيزمهمًا. اختر ما تريد تركه من عملك الرئيسي. ليس هناك ما هو أكثر شللاً من فكرة الاحتمالات اللامحدودة. أفضل طريقة لتجاوز الكتلة الإبداعية هي ببساطة وضع بعض القيود على نفسك»، كما يقول كليون.